# نيك بيل
نيك بيل (بالإنجليزية: Nick Bell)‏ هو لاعب كرة قدم أمريكية أمريكي، ولد في 19 أغسطس 1968 في لاس فيغاس في الولايات المتحدة.

## وصلات خارجية
- نيك بيل على موقع مرجع كرة القدم المحترفة.كوم (الإنجليزية)